# Финч-Хэттон, Гай, 14-й граф Уинчилси
Гай Монтегю Джордж Финч-Хэттон, 14-й граф Уинчилси, 9-й граф Ноттингем (англ. Guy Montagu George Finch-Hatton, 14th Earl of Winchilsea and 9th Earl of Nottingham; 28 мая 1885 — 10 февраля 1939) — английский пэр и банкир.
Титулы: 14-й граф Уинчилси (Пэрство Англии), 9-й граф Ноттингем (Пэрство Англии), 14-й виконт Мейдстон (Пэрство Англии), 9-й барон Финч из Давентри в графстве Нортгемптоншир (Пэрство Англии), 15-й баронет Финч из Иствуэлла в графстве Кент (Баронетство Англии) и 9-й баронет Финч (Баронетство Англии).

## Происхождение и образование
Родился 28 мая 1885 года. Старший сын Генри Финч-Хэттона, 13-го графа Уинчилси (1852—1927), и Энн Джейн Кодрингтон. Он получил образование в Итонском колледже и колледже Магдилины в Оксфорде.
Внук Джорджа Финча-Хэттона, 10-го графа Уинчилси, и его третьей жены Фрэнсис Маргаретты (урожденной Райс) Финч-Хэттон (старшей дочери Эдварда Ройда Райса, депутата Палату общин от Дейн-Корт, и Элизабет Остин, дочери Эдварда Остина Найта).
Его дедушкой и бабушкой по материнской линии были адмирал флота сэр Генри Кодрингтон и Хелен Джейн (урожденная Смит) Кодрингтон (дочь К. Уэбба Смита).

## Карьера

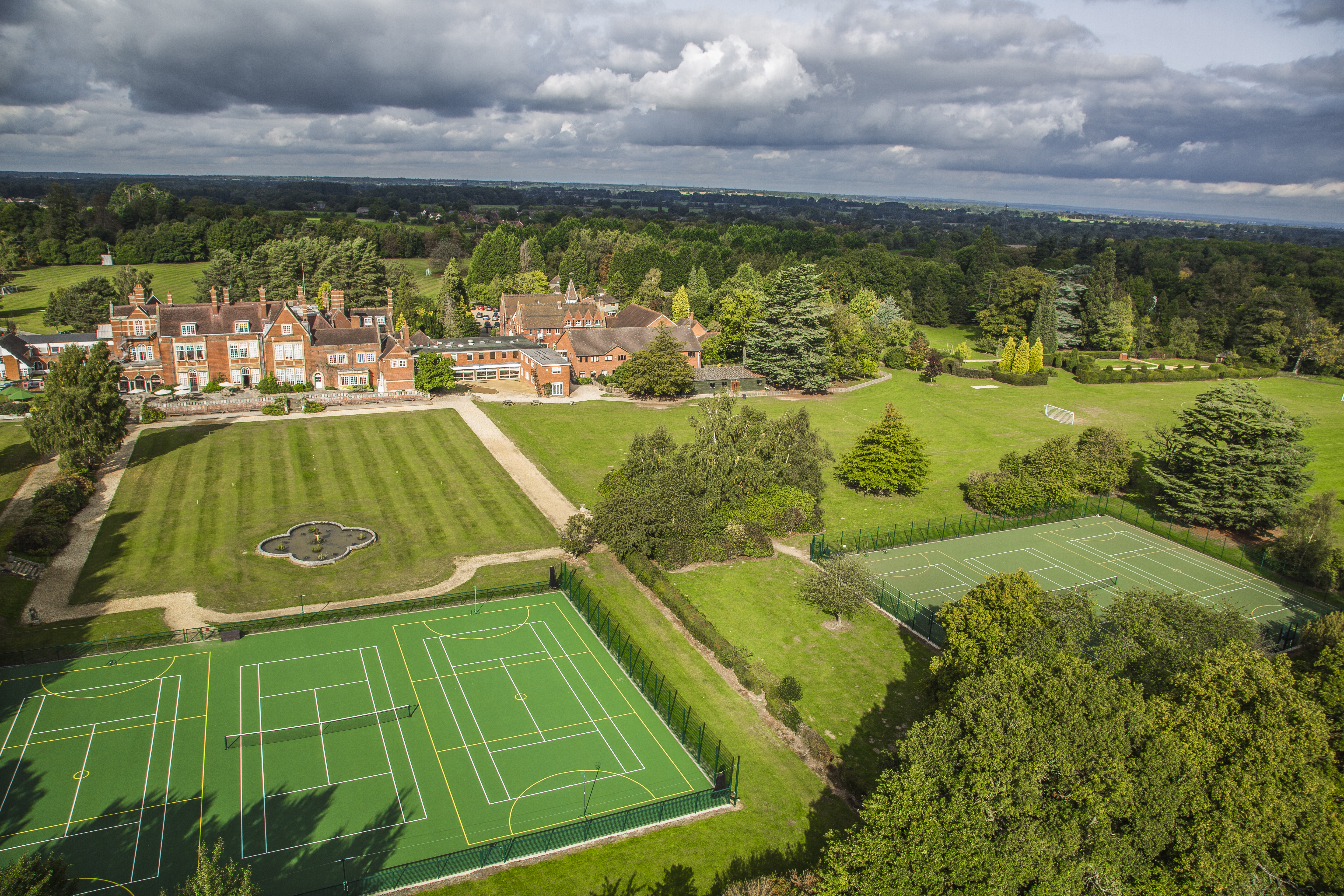
Бакфилд-хаус (сейчас школа Шерфилд)

В 1908 году он стал лейтенантом Королевских инженеров. Во время Первой мировой войны он служил лейтенантом-коммандером Королевского военно-морского резерва с 1915 по 1917 год и подполковником Королевских ВВС с 1917 по 1918 год. В 1919 году он был награжден Крестом за выдающиеся заслуги и офицером Ордена Британской империи. С 1922 года до своей смерти в 1939 году он был казначеем госпиталя Святого Георгия. В 1927 году Гай Финч-Хэттон принял титул после смерти своего отца, Генри Финча-Хаттона, 13-го графа Уинчилси.
Вскоре после женитьбы в 1910 году он стал членом Лондонской фондовой биржи и партнером в фирме Kitcat & Aitken, одной из ведущих фирм на Бишопсгейт-стрит. Лорд Уинчилси также был партнером в фирме ценных бумаг William P. Bonbright & Co. в Лондоне и Нью-Йорке.

## Личная жизнь

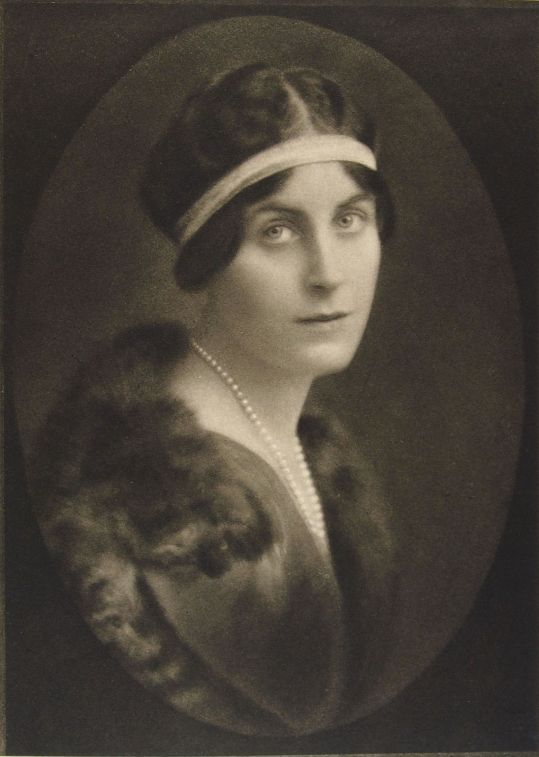
Фотография его жены Маргаретты из «Книги прекрасных женщин» Э. О. Хоппе, 1922 г.

8 июня 1910 года виконт Мейдстон женился на американской наследнице Маргаретте Армстронг Дрексел (1885 — 22 декабря 1952) в церкви Св. Маргарет в Вестминстере. Маргаретта, представленная ко двору в 1908 году принцессой Луизой Маргарет Прусской, герцогиней Коннаутской, была дочерью Маргариты (урожденной Армстронг) и Энтони Джозефа Дрекселя-младшего и внучкой Энтони Джозефа Дрекселя, представителя богатой филадельфийской банковской династии. Её родители развелись в 1917 году, а ее мать вышла замуж за Бринсли Фицджеральда (четвертого сына сэра Питера Фицджеральда, 1-го баронета) в 1918 году.
Гай и Маргаретта были родителями троих детей:
- Кристофер Финч-Хаттон, 15-й граф Уинчилси (2 августа 1911 — 7 марта 1950), который женился на графине Глэдис Сечени Шарвар-Фельсовидек, дочери графа Ласло Сечени де Шарвар-Фельсовидека и Глэдис Вандербильт, владелицы The Breakers и наследницы известной семьи Вандербильтов[6] . Они развелись в 1945 году, и в 1946 году он женился вторым браком на Агнес Мэри Конрой[7].
- Леди Дафна Маргарита Финч-Хаттон (1913 — 3 июня 2003), которая вышла замуж за Уитни Стрейта (1912—1979)[8], старшего сына одной из самых богатых женщин Америки, Дороти Уитни, члена старинной семьи Уитни, в 1935 году[9].
- Леди Генриетта Диана Хуанита Финч-Хаттон (1917 — 7 марта 1977)[10], которая вышла замуж за Питера Фрэнка Тиаркса (1910—1975), сына богатого банкира Фрэнка Сирила Тиаркса[11][12].

После того, как его дядя продал родовое поместье Иствуэлл-Парк в 1894 году, семья проживала в Хаверхолм-Приори, пока его не продал его отец в 1926 году. Кирби-холл все еще принадлежал Уинчилси, но он был в руинах. В 1926 году Гай (Тоби) и Маргаретта решили купить свой новый загородный дом, тогда называвшийся Бакфилд-хаус, в Шерфилд-он-Лоддон в Хэмпшире. Дом был роскошно отремонтирован и содержал множество удобств, подходящих для аристократов и светской элиты.
Гай Финч-Хаттон скончался в Лондоне 10 февраля 1939 года в возрасте 53 лет и был похоронен в Эверби в Линкольншире . Его вдова умерла в Лондоне в 1952 году.